# Paul Sporken
C.P. (Paul) Sporken (1927–1992) was een priester, moraaltheoloog en hoogleraar medische ethiek.
Van 1968 tot 1973 was hij directeur van het Mgr. Bekkerscentrum van de Katholieke Universiteit Nijmegen. In 1973 werd hij bijzonder hoogleraar aan de faculteit der geneeskunde en tandheelkunde te Hasselt. Een jaar later werd hij hoogleraar in de medische ethiek aan de Rijksuniversiteit Limburg (nu: Universiteit Maastricht). 
Prof. dr. Sporken was directeur van het Interlimburgs Post-universitair Centrum, dat was een instituut dat voortgezette opleidingen verzorgde aan artsen, verpleegkundigen en andere gezondheidszorgwerkers. Ook was hij lid van enkele regeringscommissies, van de stuurgroep medische ethiek van de KNMG en van de redactie van het blad Metamedica (voorheen Katholiek Artsenblad).
Paul Sporken publiceerde in 1969 het boek 'Voorlopige diagnose, inleiding tot een medische ethiek'. In dat jaar kwam ook 'Medische macht en medische ethiek' uit van Jan Hendrik van den Berg. Beide werken gaven aanleiding tot wat later de nieuwe medische ethiek zou gaan heten.
De oude medische ethiek bestond voornamelijk uit regels over hoe artsen met elkaar om moesten gaan. Sporken pleitte voor een nieuwe benadering van morele kwesties in de zorg, waarbij sociale en antropologische aspecten van ethiek, de menselijke factor en de relatie tussen arts en patiënt aan de orde kwamen. Door deze kritische benadering ontstond er voor het eerst aandacht voor begrippen die wij nu heel gewoon vinden: informed consent, patiëntenrechten, toestemmingsrecht en dergelijke.
Zoals het Katholiek Artsenblad het verwoordde: "Sporken heeft ten aanzien van een fundamentele heroriëntering van de medische ethiek baanbrekend werk verricht en zijn publicaties hebben het denken over deze materie ingrijpend beïnvloed."
Acht jaar na 'Voorlopige diagnose' verscheen 'Ethiek en gezondheidszorg' dat jarenlang gold als basisboek op het gebied van de medische ethiek. Ook publiceerde Sporken over de laatste levensfase en euthanasie.
Hij publiceerde tientallen boeken en ruim 300 wetenschappelijke artikelen.
Naar hem is de Paul Sporken-prijs genoemd, die wordt uitgereikt door het Tijdschrift voor Geneeskunde en Ethiek aan pas afgestudeerden die een essay hebben geschreven over een ethische kwestie in de gezondheidszorg.